# Гипофосфит калия
Гипофосфит калия — неорганическое соединение,
соль калия и фосфорноватистой кислоты с формулой K(PH2O2),
бесцветные кристаллы. Растворяется в воде, хлороформе, не растворяется в этаноле.

## Получение
- Растворение фосфора в растворе едкого калия:

{\displaystyle {\mathsf {P_{4}+3KOH+3H_{2}O\ {\xrightarrow {}}\ 3K(PH_{2}O_{2})+PH_{3}\uparrow }}}

## Физические свойства
Гипофосфит калия образует бесцветные расплывающиеся кристаллы
моноклинной сингонии,
пространственная группа C 2/c,
параметры ячейки a = 0,73131 нм, b = 0,72952 нм, c = 0,71814 нм, β = 116,205°, Z = 4.
Растворяется в воде, хлороформе, не растворяется в этаноле.